# Scutellaria kingiana
Scutellaria kingiana là một loài thực vật có hoa trong họ Hoa môi. Loài này được Prain miêu tả khoa học đầu tiên năm 1896.